# Jah Wobble
Jah Wobble est le nom de scène de John Wardle, né à Stepney, un quartier de Tower Hamlets, du district du Grand Londres, le 11 août 1958. Jah Wobble est un musicien, bassiste et chanteur qui a commencé une carrière solo en 1980 après avoir été éjecté de Public Image Limited.
Il est connu pour son son de basse infragrave et lancinant, grandement marqué par le Dub. Ses compositions sont également empreintes de traditions diverses, ce qui l'apparente à la world music.
Il a collaboré avec beaucoup de musiciens d'horizons très différents (Brian Eno, Bill Laswell, Holger Czukay du groupe Can, Primal Scream, Joolz Denby...).

## Biographie
En 1973, il rencontre John Lydon, John Simon-Richie (le futur Sid Vicious, qui lui donnera ce surnom et lui prêtera sa première basse) et John Grey au Kingsway College de Londres. La bande des John fréquente les magasins de vêtements Rockabilly ou sado-masochiste Let It Rock et Sex, gérés par le couple Malcolm McLaren / Vivienne Westwood. Son amour pour la basse coïncide avec sa découverte du Dub. Il rejoint PiL au printemps 1978 avec lesquels il enregistre deux albums studio, chaque fois dans des conditions chaotiques. La situation au sein du groupe se dégrade assez vite et il le quitte au milieu de l'année 1980.
Il sort son premier album solo Betrayal. Y figureraient des lignes de basse récupérées de sessions d'enregistrement avec PiL, ce qui a été source de conflit avec le guitariste Keith Levene.
Il commence à collaborer avec des artistes de tous horizons en se laissant aller à sa passion pour ce qu'on appellera la world music, culminant avec l'album Rising Above Bedlam en 1991.
En 2022, Jah Wobble fait un remix pour le projet Son Parapluie, avec Jérôme Didelot du groupe français Orwell et la chanteuse britannique Isobel Campbell.

## Discographie sélective

### Albums studio
- 1980 - The Legend Lives On... Jah Wobble In Betrayal
- 1983 - Jah Wobble's Bedroom Album
- 1987 - Psalms
- 1991 - Rising Above Bedlam
- 1993 - Joolz 1983-1985 (Abstract Records, poèmes de Joolz Denby compilation de Abstract Records avec musiques de Jah Wobble, Justin Sullivan et d'autres musiciens)
- 1995 - Heaven & Earth
- 1996 - The Inspirations Of William Blake
- 1997 - The Light Programme
- 1997 - Requiem
- 1998 - Umbra Sumus
- 1999 - Deep Space
- 2002 - Fly
- 2003 - Fureur (BOF du film de Karim Drici)
- 2004 - Elevator Music Volume 1A
- 2005 - Mu
- 2006 - Alpha One Three
- 2007 - Heart & Soul
- 2009 - Car Ad Music
- 2010 - Welcome To My World

### Albums collaboratifs
- 1982 - Full Circle (avec Holger Czukay & Jaki Liebezeit)
- 1983 - Snake Charmer (avec The Edge & Holger Czukay)
- 1985 - Neon Moon (avec Ollie Marland)
- 1986 - Tradewinds (avec Ollie Marland)
- 1995 - Spinner (avec Brian Eno)
- 1998 - The Five Tone Dragon (avec Zi Lan Liao)
- 2001 - Radioaxiom: A Dub Transmission (avec Bill Laswell)
- 2001 - Passage To Hades (avec Evan Parker)
- 2002 - Shout At The Devil (avec Temple Of Sound)
- 2006 - Jah Wobble And The English Roots Band
- 2011 - Psychic Life (avec Julie Campbell)
- 2013 - Anomic (avec Marconi Union)
- 2013 - Kingdom Of Fitzrovia (avec Bill Sharpe)
- 2014 - Inspiration (avec PJ Higgins)
- 2019 - Realm Of Spells (avec Bill Laswell) (with The Invaders Of The Heart, Peter Apfelbaum & Hideo Yamaki)

### Compilations & Live
- 2000 - 30 Hertz: A Collection Of Diverse Workings From A Creative Genius
- 2001 - The Early Years
- 2004 - Live in Leuven (avec Jaki Liebezeit & Philip Jeck)
- 2004 - I Could Have Been A Contender (Anthology)
- 2015 - Redux: Anthology 1978–2015